# باشگاه فوتبال تاج تهران در فصل ۱۳۳۴
باشگاه فوتبال تاج تهران در فصل ۱۳۳۴ این فصل، دهمین فصل حضور تیم تاج، که امروزه با نام استقلال شناخته می‌شود در فوتبال ایران بود. تاج در این فصل تنها در جام حذفی تهران و چند دیدار دوستانه شرکت کرد.

## پیش زمینه
در این سال بازیکنان سابق تاج تهران که به علت اختلافات داخلی به مدت دو سال از این تیم دور بودند، دوباره به تیم تاج تهران بازگشتند. اما سال ۱۳۳۴ را باید سال سکوت فوتبال ایران دانست. در این سال نه رقابت ملی انجام شد و نه حتی رقابت‎های باشگاهی برگزار گردید. در این سال ابتدا جام حذفی تهران آغاز شد و تیم تاج در بازی برابر حریف خود تهرانجوان تهران شکست خورد و از دور رقابت‌ها کنار رفت. اما دور دوم بازی‌ها به دلیل اختلاف گسترده میان فدراسیون فوتبال و تمامی باشگاه‌های فوتبال، برگزار نشد و بازی‌ها نیمه‌تمام باقی ماند. در پی همین اختلافات، جام باشگاه‌های تهران هم برگزار نشد. اما در مسابقات رده سنی نوجوانان (در آن‌زمان مسابقات خردسالان نامیده می‌شد) تیم نوجوانان تاج تهران که با  نام تیم ایرج در مسابقات شرکت می‌نمود، با درخشش بازیکن ریزنقش و تکنیکی و کاپیتان سال‌های آینده تاج تهران، کامبیز جمالی برای دومین بار پیاپی قهرمان نوجوانان تهران شد.

## مرور فصل

### جام حذفی تهران
این بازی‎ها فقط در دور نخست انجام شد و از مرحله دوم، مسابقات نیمه‌تمام ماند. تیم تاج تهران در همان دور نخست با شکست روبرو شد و از دور مسابقات کنار رفته بود.

## فهرست بازیکنان
بازیکنانی که در این سال برای تیم تاج به میدان رفتند عبارت بودند از: پیر کارلو، قربان‌علی تاری، مهدی اصغری، فریدون صادقی، محمد ساوجی، مهدی صفری، نمرود استواری، عارف قلیزاده، رضا زمینی، خوشنام،  علی سیادت، ایرج حاتم، ناصر رضاقلی، گارنیک مهرابیان، اصغر جدیکار، علی لشکری، منوچهر رضایی، فرید داوری، تقی خرمی، عباس برازنده، علی‌اصغر بیداریان، بیوک جدیکار، محمود بیاتی، پرویز کوزه‎کنانی، نادر افشارعلوی، ناصر حاج‎مختار، واهان سیمونیان، عباس افشین، فتح‎الله حسن‎بیگی

## بازی‌ها

### جام حذفی تهران
منبع
| ۸ اردیبهشت ۱۳۳۴ ۱ | تاج تهران | ۰ – ۱ | تهرانجوان | تهران                 |
|                   |           |       |           | ورزشگاه: امجدیه تهران |

### بازی‌های دوستانه
منبع
| ۲ فروردین ۱۳۳۴ دوستانه ۱ | تاج تهران | ۱ – ۰ | منتخب تبریز | تهران                 |
|                          |           |       |             | ورزشگاه: امجدیه تهران |

| ۳۱ اردیبهشت ۱۳۳۴ دوستانه ۲ | تاج تهران | ۴ – ۴ | دمیر اسپورت ترکیه | تهران                 |
|                            |           |       |                   | ورزشگاه: امجدیه تهران |

| ۷ مهر ۱۳۳۴ دوستانه ۳ | تاج تهران | ۰ – ۴ | منتخب آبادان | آبادان |

| ۱۲ آبان ۱۳۳۴ دوستانه ۴ | تاج تهران            | ۳ – ۱ | نادی الجنوب | تهران                             |
|                        | کوزه‌کنانی · حاج‌مختار |       |             | ورزشگاه: امجدیه تهران داور: رهبری |

| ۲۰ آبان ۱۳۳۴ (تاریخ احتمالی) دوستانه ۵ | تاج تهران                  | ۴ – ۰ | نادی المینا | تهران                 |
|                                        | جدی‌کار · کوزه‌کنانی · افشار |       |             | ورزشگاه: امجدیه تهران |

| ۲۶ آبان ۱۳۳۴ دوستانه ۶ | تاج تهران                   | ۴ – ۰ | هومنت‌من لبنان | تهران                 |
|                        | جدی‌کار · حاج‌مختار · قلی‌زاده |       |               | ورزشگاه: امجدیه تهران |

## سایر ورزشها
- در مسابقات مشت‌زنی باشگاه‌های تهران تیم تاج به مقام قهرمانی این دوره از مسابقات دست یافت.
- در مسابقات والیبال باشگاه‎های تهران تیم تاج عنوان دومی را کسب نمود.
- تیم وزنه‎برداری تاج عنوان نخست رقابت های قهرمانی باشگاه‎های تهران را به دست آورد.
- در مسابقات ژیمناستیک قهرمانی باشگاه‌های تهران تیم تاج عنوان قهرمانی را کسب نمود.
- در مسابقات کشتی قهرمانی باشگاه‌های تهران تیم تاج به عنوان دومی دست یافت.

منبع